# تبعثر رايلي

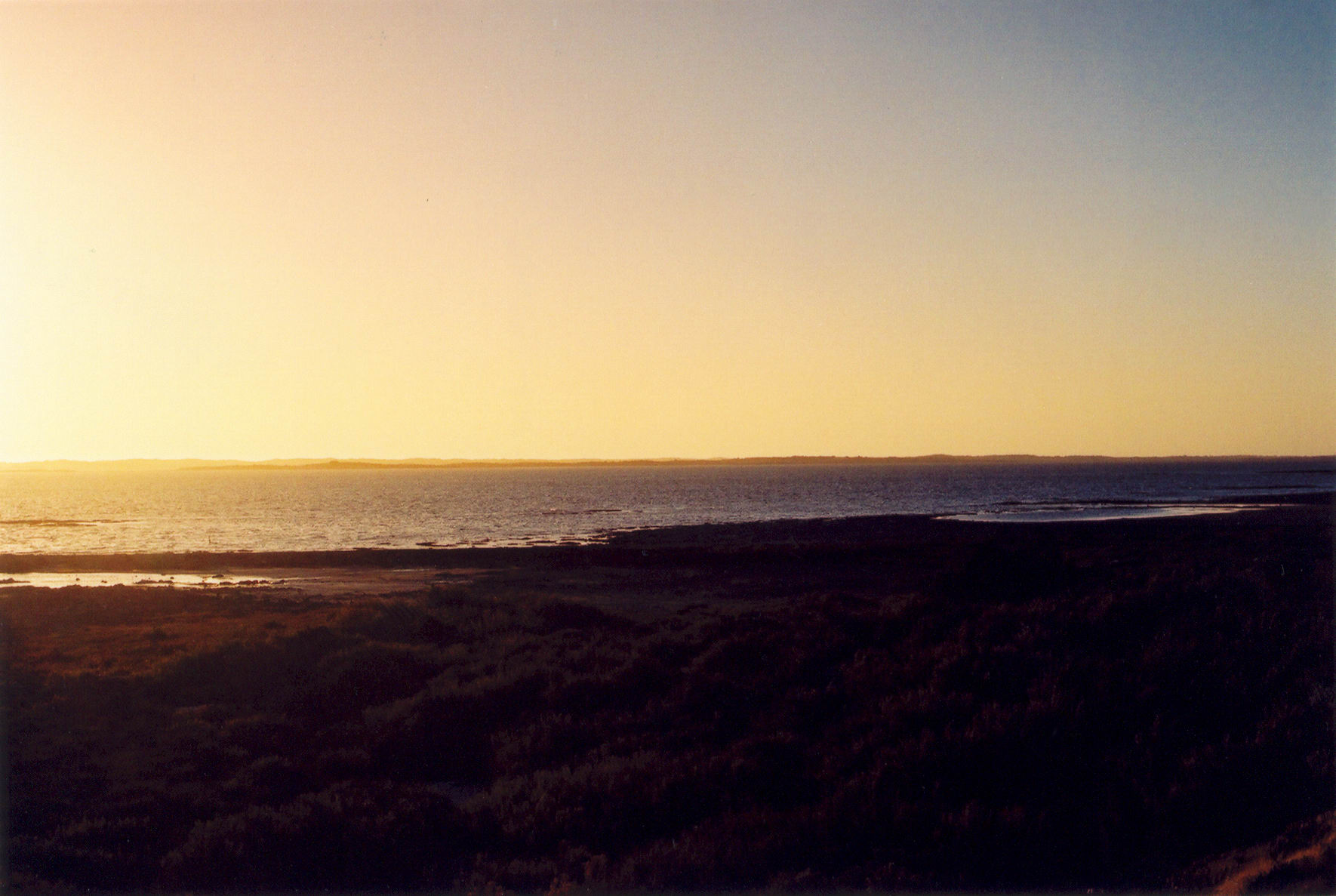
يسبب تبعثر رايلي اللون الأزرق للسماء في فترة النهار، واللون المائل للإحمرار عند الغروب

تبعثر رايلي هو أحد أنواع التبعثر سمي على اسم الفيزيائي البريطاني جون وليم رايلي وهو تبعثر مرن للضوء أو أي أشعة كهرومغناطيسية أخرى يتبعثر نتيجة تأثير جسيمات أصغر من الطول الموجي للضوء. يمكن أن تكون هذه الجسيمات إما ذرات مستقلة أو جزيئات. يمكن أن يحدث هذا التبعثر عند انتقال الضوء في وسط شفاف صلب أو سائل، لكن أغلب حالات يحدث في الغازات. تبعثر رايلي هو تابع قابلية الاستقطاب الكهربائية للجسيمات.
يتسبب تبعثر رايلي لضوء الشمس في الغلاف الجوي ظاهرة النشر الإشعاعي للسماء، وهو السبب الرئيسي للون الأزرق للسماء واللون المصفر للشمس.
يتم حساب التبعثر الناتج عن جسيمات أكبر قليلاً أو مساوية للطول الموجي عن طريق نظرية ماي.

## القيمة التقريبية لخاصية صغر الحجم
يتميز حجم الجزيئات المبعثرة بالنسبة x للسمة البعدية r والطول الموجي λ:
{\displaystyle x={\frac {2\pi r}{\lambda }}.}
يعرف تبعثر رايلي كتبعثر في الجزيئات الصغيرة ضمن المجال x ≪ 1.
في حين أن التبعثر ذو الجسيمات الأكبر من 1 يتم حسابه عن طريق نظرية تبعثر ماي، وفي حالة كان x أصغر من 1 يتم تقريب نظرية ماي لتبعثر رايلي.
كمية تبعثر رايلي الناتج عن منبع ضوئي تعتمد على حجم الجسيمات والطول الموجي للضوء، وتتناسب شدة الضوء المتبعثر طردياً مع حجم الجسيمات مرفوع إلى القوة السادسة وعكسياً مع الطول الموجي مرفوع إلى القوة الرابعة. وبا التالي يمكن أن نكتب بأن شدة الضوء المتبعثر I من جسيم صغير ناتج عن منبع ضوئي غير مستقطب بشدة I0 وطول موجي λ يعطى بالعلاقة:
{\displaystyle I=I_{0}{\frac {1+\cos ^{2}\theta }{2R^{2}}}\left({\frac {2\pi }{\lambda }}\right)^{4}\left({\frac {n^{2}-1}{n^{2}+2}}\right)^{2}\left({\frac {d}{2}}\right)^{6}}
حيث:
R : البعد عن الجسيم:θ: زاوية التبعثر:n: قرينة الانكسار:d: قطر الجسيم
يعطى تبعثر رايلي خلال مقطع الامتصاص بالعلاقة:
{\displaystyle \sigma _{\text{s}}={\frac {2\pi ^{5}}{3}}{\frac {d^{6}}{\lambda ^{4}}}\left({\frac {n^{2}-1}{n^{2}+2}}\right)^{2}}

## من الجزئيات

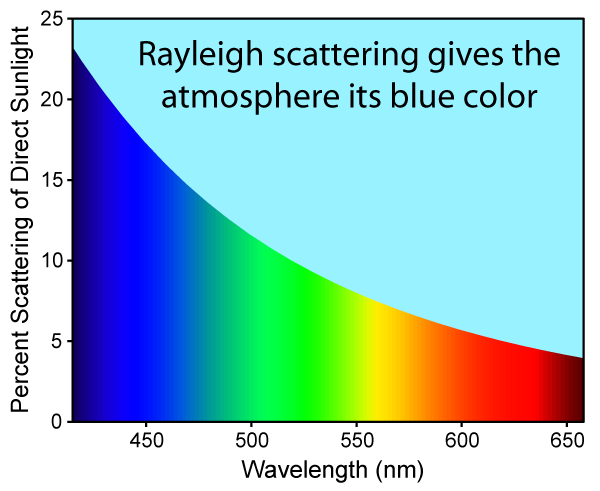
يبين الشكل نسبة تبعثر الضوء الأزرق في الغلاف الجوي بالنسبة إلى الضوء الأحمر.

يحدث تبعثر رايلي نتيجة الجزيئات، ويتأثر التبعثر هنا بالشحنة الكهربائية للجزئيات α والتي تصف مقدار الشحنة الكهربائية للجزيء والتي تتحرك ضمن حقل كهربائي، تعطى علاقة شدة تبعثر رايلي لجزيء واحد:
{\displaystyle I=I_{0}{\frac {8\pi ^{4}\alpha ^{2}}{\lambda ^{4}R^{2}}}(1+\cos ^{2}\theta ).}
يمكن التعبير عن تبعثر رايلي لجسيم وحيد باستخدام مقطع الامتصاص σ . فعلى سبيل المثال المكون الأساسي للغلاف الجوي الأرضي له مقطع امتصاص رايلي يعادل 5.1X10−31 متر2 عند الطول الموجي 532 نانومتر

## في الألياف البصرية
يحتل تبعثر رايلي أهمية كبيرة لحساب التبعثر ضمن الألياف البصرية. تعتبر ألياف السيلكا مواد مشوبة وبالتالي فهي ذات كثافة متغيرة ضمن المقياس الميكروي، يسبب التغير بالكثافة ازدياد النقص بالطاقة نتيجة التبعثر ضمن الألياف ويحسب معامل فقدان هذه الطاقة حسب المعادلة التالية:
{\displaystyle \alpha _{\text{scat}}={\frac {8\pi ^{3}}{3\lambda ^{4}}}n^{8}p^{2}kT_{\text{f}}\beta }
حيث:
n: قرينة الانكسار:p: معامل المرونة الضوئي للزجاج:k: ثابت بولتزمان
β: معامل الانضغاط الإيزوترمي:Tf: درجة الحرارة الوهمية، وتمثل درجة الحرارة التي يتجمد عندها الشوائب المتكاثفة ضمن المادة.